# 吐贺真
吐贺真（？—464年），郁久闾氏，自号处可汗，為5世纪蒙古高原一帶古國柔然的第六任君主。

## 生平
吐贺真為吴提之子，於444年继位。449年，北魏拓跋焘率领三路大军讨伐柔然，兵至涿邪山（今阿尔泰山东南）。他的部下尔绵他拔率领千余户柔然人降魏，他于是避开北魏大军，不与交战。同年秋，他率领柔然精锐包围拓跋那率领的北魏东路军数十重。但久攻不下，于是放弃辎重逃走，人畜损失百万，拓跋焘以为吐贺真已死，于是南征刘宋。458年，魏文成帝率军数十万征讨，入柔然腹地，柔然数千落归降北魏。吐贺真远徙避战。460年，攻下高昌，河西王沮渠安周被杀，高昌北凉灭亡。以阚伯周为高昌王。吐贺真和刘宋保持通使往来，在西方联合嚈噠攻打悦般和波斯。464年7月卒。

## 子嗣
- 受罗部真可汗予成，464-485年在位
- 候其伏代库者可汗那盖，492-506年在位